# Lodín
Lodín település Csehországban, a Hradec Králové-i járásban. Lodín Petrovice, Nechanice, Kobylice és Králíky településekkel határos. Lakosainak száma 427 fő (2024. január 1.).

## Népesség
A település lakosságának változását az alábbi diagram mutatja:
| Lakosok száma | 525  | 566  | 532  | 374  | 297  | 361  | 393  | 413  | 430  | 427  |
|               | 1869 | 1900 | 1921 | 1961 | 1980 | 2011 | 2016 | 2019 | 2021 | 2024 |